# دوشان انجولکوویچ
دوشان انجولکوویچ (صربی: Dušan Anđelković؛ زادهٔ ۱۵ ژوئن ۱۹۸۲) بازیکن فوتبال اهل صربستان است.
از باشگاه‌هایی که در آن بازی کرده‌است می‌توان به باشگاه ورزشی کوکائلی اسپور، باشگاه فوتبال ستاره سرخ بلگراد، باشگاه فوتبال کراسنودار، و باشگاه فوتبال روستوف اشاره کرد.
وی همچنین در تیم ملی فوتبال صربستان بازی کرده‌است.